# Cayos Cochinos
Los Cayos Cochinos son un archipiélago de islas y cayos que está formado por dos pequeñas islas (Cayo Menor y Cayo Grande) y 14 cayos más pequeños de origen coralino situados 30 kilómetros al noreste de La Ceiba en la costa norte de Honduras, aunque geográficamente pertenecen al departamento de Islas de la Bahía y forman parte del municipio de Roatán. La población era de 108 habitantes en el censo de 2001. La superficie total de tierra mide alrededor de 2 km².
Las islas son un área marina protegida y son administradas por la Fundación Hondureña para los Arrecifes de Coral. El arrecife de coral en este caso es parte del segundo arrecife de coral más grande del mundo, conocido como el Barrera de Coral mesoamericana. Hay una estación de investigación científica en Cayo Menor, la menor de las dos islas principales en el sistema.

## Subdivisión
Los Cayos Cochinos cuentan con dos cayos principales que acumulan un archipiélago de cayos satélites, un grupo de siete por cayo principal. Los Cayos Cochinos se dividen en dos grupos, Cayos Cochinos Septentrional y Cayos Cochinos Meridional.
- Cayos Cochinos Septentrional: 
  - Cayo Cochino Mayor
  - Cayos satélites de Cochino Mayor:
    - Cayo Borrego [eng-Lamb Cay]
    - Cayo Balfate [eng-North East Cay]
    - Cayo Largo Arriba [eng-Upper Long Cay]
    - Cayo Largo Abajo [eng-Lower Long Cay]
    - Cayo Redondo [eng-Round Cay]
    - Cayos Chachahuates
      - Cayo Chachahuate Superior [eng-Upper Monitor Cay]
      - Cayo Chachahuate Inferior [eng-Lower Monitor Cay]
- Cayos Cochinos Meridional:
  - Cayo Cochino Menor
  - Cayos satélites de Cochino Menor:
    - Cayo Gallo [eng-Chicken Cay]
    - Cayo Culebra [eng-North West Cay]
    - Cayo Paloma [eng-Buby Cay]
    - Cayo Timón (Isla Bonita, Sandy Norte) [eng-North Sandy Cay]
    - Cayo Zacate (Cayo Pelón, Sandy Sur) [eng-South Sandy Cay]
    - Cayo Arena [eng-Sand Cay]
    - Cayo Bolaños [eng-South West Cay]

## Cabos
- Cayo Cochino Mayor
  - Punta Cabeza de León
  - East Point
  - Pelikan Point
  - Punta Caña Brava
- Cayo Cochino Pequeño
  - Bonkes Nose Point
  - White Point

## Playa
- Long Beach

## Conservación
Establecido como un área clave del Sistema Arrecifal Mesoamericano, los Cayos y las aguas circundantes fueron declaradas reserva marina en 1994, con la ayuda de la Institución Smithsonian, con el fin de proteger a toda la flora y fauna marinas y terrestres en un área 460 km² amenazadas por la contaminación, la pesca indiscriminada y el cambio climático. La reserva se extiende a ocho kilómetros en todas direcciones. Las leyes prohíben todo tipo de pesca comercial, redes y trampas dentro del parque marino. Desde 1994, la Institución Smithsonian, el World Wildlife Fund (WWF), la Fundación Hondureña para los Arrecifes de Coral, Operación Wallacea y otras organizaciones sin fines de lucro han ayudado a preservar la belleza natural de la zona. 
El archipiélago es conocido por ser el escenario en el que se graba el reality de supervivencia Supervivientes: Perdidos en Honduras. Entre otros, también se grabó la versión mexicana de Survivor en su cuarta temporada titulada La Isla, El Reality 2015.

## Biodiversidad
Cayos Cochinos alberga una gran cantidad de animales en peligro de extinción que son: La boa rosada, jamo negro o jamo de los cayos,la tarántula enchinada u ondulada de Honduras, ranas arborícolas comunes, La Guara roja o ara macao, manatíes, palomas coroniblancas, diferentes tipos de tortugas marinas, murciélago blanco hondureño, salamandras y tritones.

## Transporte
Cayos Cochinos es accesible principalmente de La Ceiba, SAMBO CREAK, de Roatán y Nueva Armenia. 
De la Ceiba Puedes salir de Hotel Flamingo Frente a Malecón ceibeño celular +504 87631410

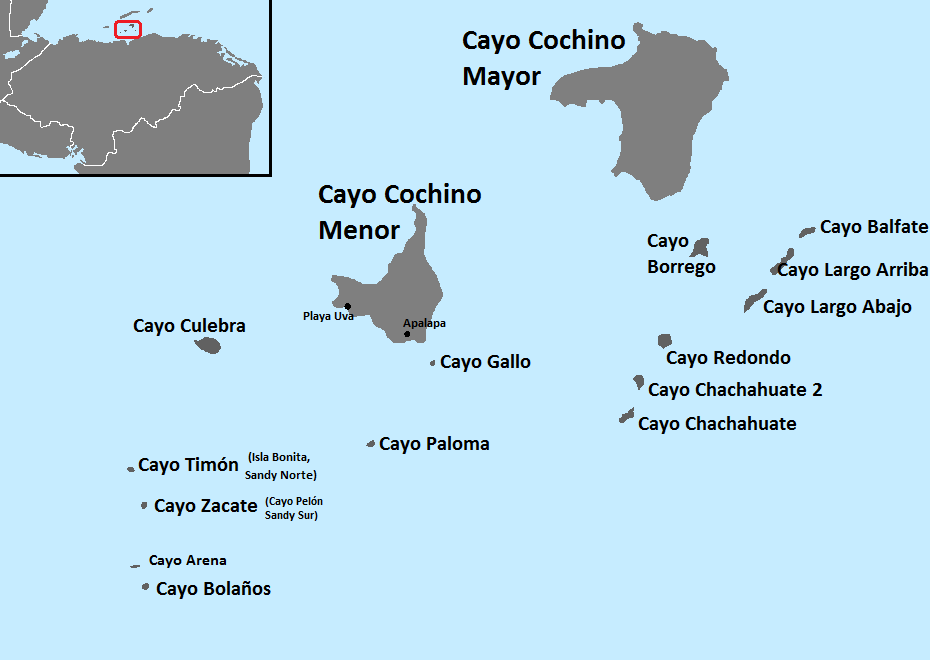
Cayos Cochinos
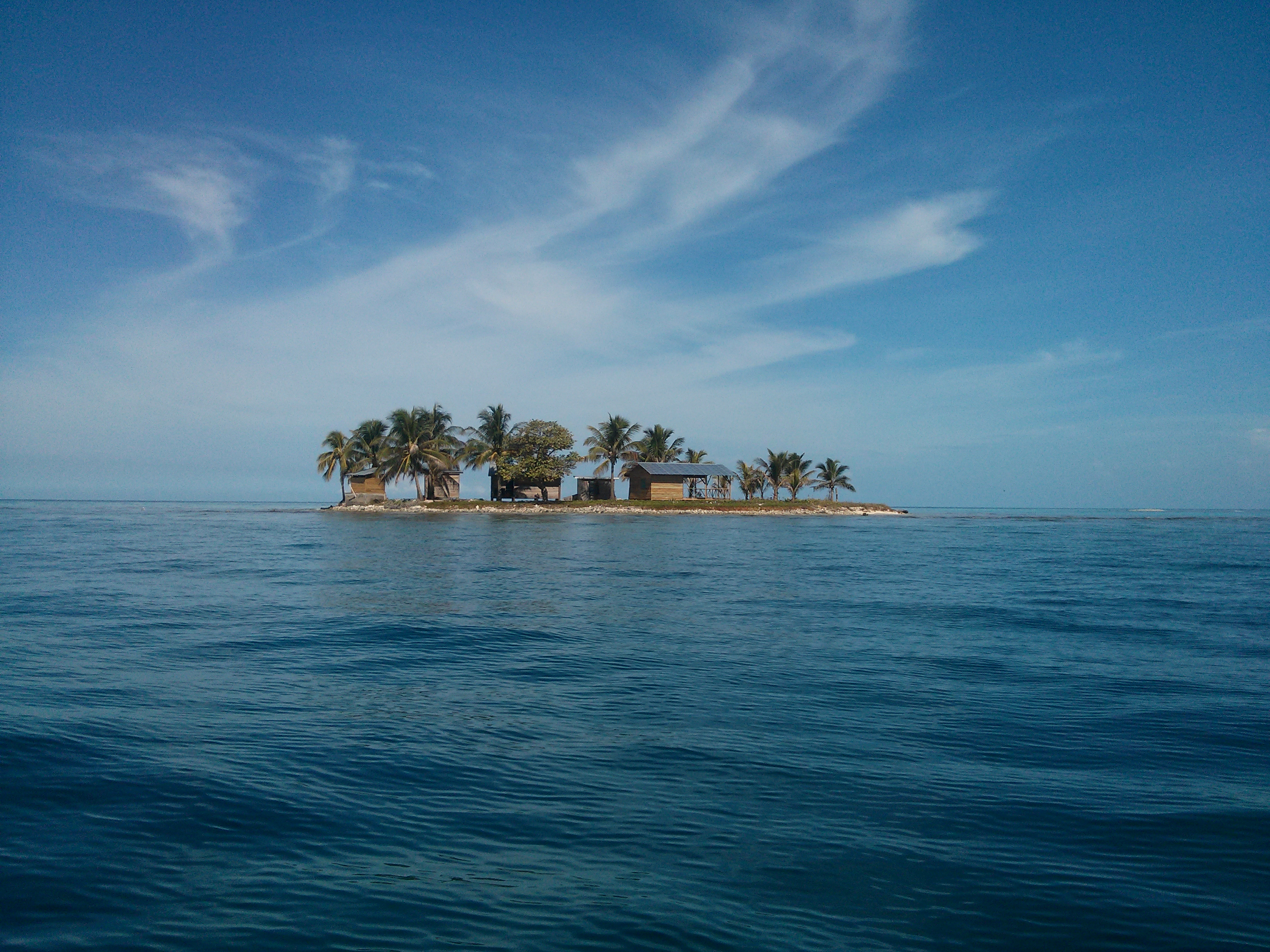
Cayos Cochinos (Cayo Privado)
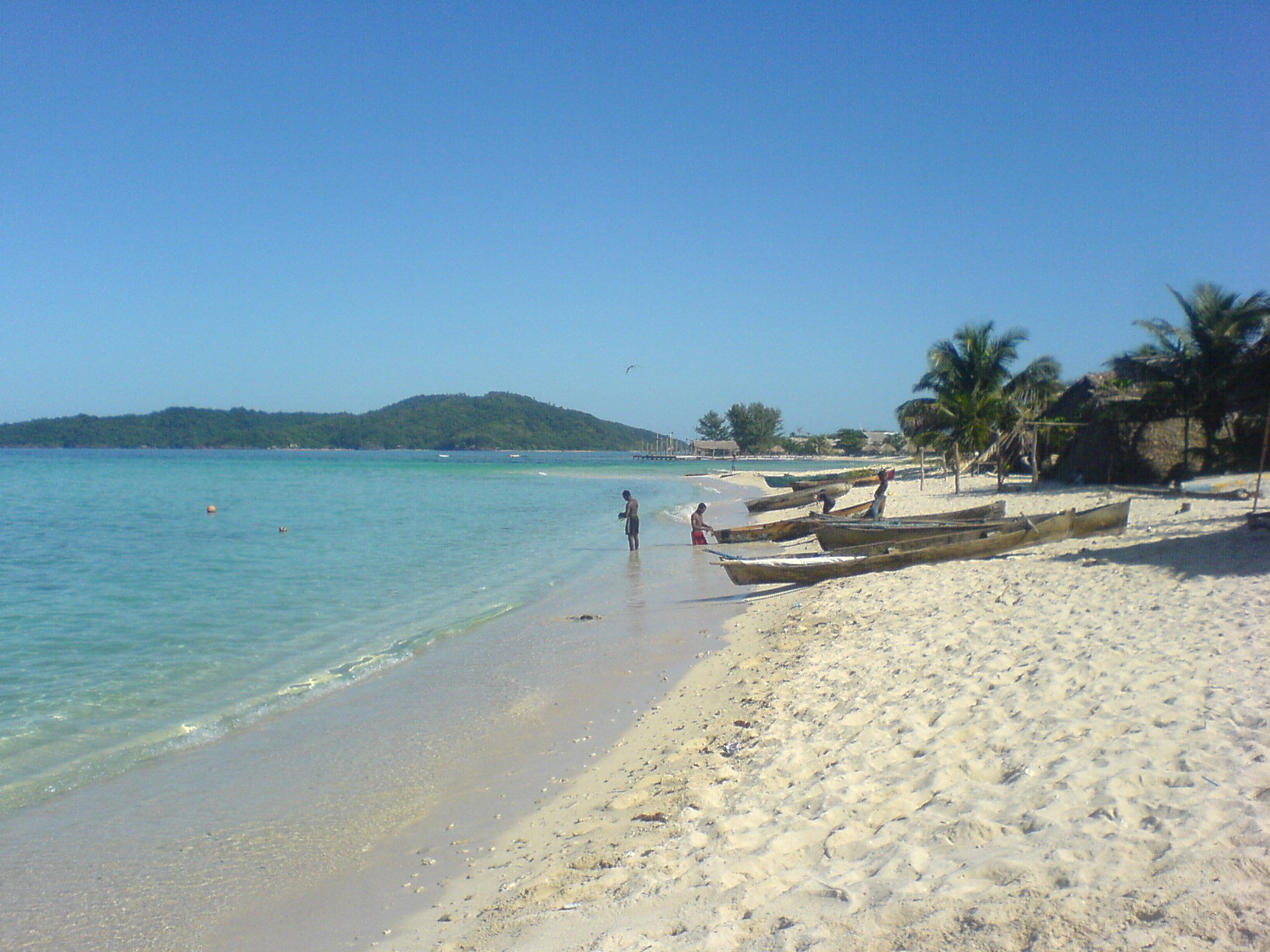
Playa en los cayos cochinos